# منطقة تنمية أعمال تجارية
منطقة تنمية الأعمال التجارية هي منطقة محددة يُطلب من الشركات بموجبها دفع ضريبة إضافية من أجل تمويل المشاريع داخل حدود المنطقة. تُموَّل هذه المنطقة في المقام الأول غالباً من خلال الجباية والضرائب، ولكنه يمكن أن يعتمد أيضاً على مصادر تمويل أخرى عامة وخاصة. وقد تستخدم أسماء أخرى كمنطقة تنمية الأعمال التجارية، أو منطقة تنشيط الأعمال (BRZ)، أو منطقة تحسين المجتمع (CID)، أو منطقة الخدمات الخاصة (SSA)، أو منطقة التحسين الخاصة. وتمول هذه المناطق عادة الخدمات التي تعتبرها بعض الشركات التجارية غير كافية من قبل الحكومة بعائداتها الضريبية الحالية، مثل تنظيف الشوارع، وتوفير الأمن، وإجراء تحسينات في رأس المال، وبناء المشاة وتحسينات الشوارع. والخدمات التي تقدمها المؤسسات الحكومية هي خدمات مكملة لتلك التي تقدمها البلدية بالفعل. تستمد الإيرادات من تقييم ضريبي لمالكي الممتلكات التجارية، وفي بعض الحالات، أصحاب العقارات السكنية.

## التنمية
وطُبق ذلك لأول مرة في منطقة تحسين أعمال قرية بلور وست، التي تأسست في تورونتو في عام 1970 بمبادرة من الشركات الخاصة المحلية. كان أول منطقة في الولايات المتحدة الأمريكية هي منطقة وسط المدينة في نيو أورليانز، التي تأسست في عام 1974. ويوجد الآن 1200 بلداً في جميع أنحاء الدولة، بلدان أخرى تضم أستراليا، ونيوزيلندا، وجامايكا، وجنوب أفريقيا، وصربيا، وألبانيا، وألمانيا، وأيرلندا، وسنغافورة، وهولندا، والمملكة المتحدة.
وتختلف عملية إنشاء مناطق تنمية الأعمال التجارية من دولة إلى أخرى. وفي الولايات المتحدة، فإن الأمر ينطوي عمومًا على ثلاث خطوات. أولاً، يطالب عدد من الشركات في المنطقة الحكومة المحلية باقامة مبادرة منطقة لتحسين الأعمال التجارية. وثانيا، تقرر الحكومة المحلية أن أغلبية الشركات ترغب في ذلك. وثالثا، تصدر الحكومة المحلية تشريعات لإنشاء المنطقة. وقبل حدوث ذلك، يتعين على الهيئات التشريعية في الولايات أن تمنح الوحدات المحلية سلطة إنشاء هذه المناطق.
تتراوح ميزانيات تشغيل مناطق التحسين التجاري بين بضعة آلاف من الدولارات إلى عشرات الملايين من الدولارات.

## التوزيع

### الولايات المتحدة
هناك ما يقرب من 1000 منطقة تحسين تجاري في الولايات المتحدة. فمدينة نيويورك مثلًا، فيها 74 منطقة، وهي الأكثر في كل المدن؛ وتستثمر مناطق التحسين التجاري فيها حوالي 134 مليون دولار سنوياً في الأحياء السكنية. ويوجد مناطق تحسين تجاري تقريبًا في أكبر 50 مدينة في الولايات المتحدة، تتضمن لوس أنجلوس، وشيكاغو، وهيوستن، وفيلادلفيا، وأتلانتا، وسان فرانسيسكو، وسياتل، وواشنطن.

### كندا
في كندا، تورونتو لديها 81 من مناطق التحسين التجاري في حدود مدينة مونتريال، وتضم مدينة وينيبيغ 16 منطقة تأسست أولها عام 1987 مع تعديل قانون مدينة وينيبيغ. وفي مقاطعة ألبرتا، يطلق عليها «مناطق تنشيط الأعمال».
هناك تسع مناطق في مدينة كالغاري وعشرة في إدمونتون. ويوجد في منطقة ريجينا، ساسكاتشوان منطقتين لتحسين الأعمال.

### إنجلترا وويلز
وفي إنجلترا وويلز، أدخلت هذه المناطق عن طريق التشريع (قانون الحكم المحلي لعام 2003) واللوائح اللاحقة في عام 2004. مبادرة الدائرة، وهي خطة مدتها خمس سنوات تمولها وكالة التنمية في لندن، وأنشأت أول نظام تجريبي لمناطق التحسين التجاري تضمن خمس مناطق في لندن، وقد حققت جميعها نتائج ناجحة بحلول 20 آذار/مارس 2006.

### اسكتلندا
مناطق تنمية الأعمال التجارية في اسكتلندا: هي المنظمة الوطنية وصوت لصالح مناطق تنمية الأعمال في اسكتلندا. وتتولى مسؤولية تنفيذ برنامج الحكومات الاسكتلندية لهذه المناطق في جميع أنحاء اسكتلندا، وتقديم الدعم المركزي لتطويرها، وتعزيز وتشجيع تطويرها في جميع أنحاء البلد، والعمل في الوقت نفسه مع الجهات التنفيذية العالمية المعنية بها لمساعدتها على تقديم الخدمات لمجتمعاتها المحلية والمساهمة في تحقيق النمو الاقتصادي الشامل المستدام.